# Отпанський сільський округ
Отпа́нський сільський округ (каз. Отпан ауылдық округі, рос. Отпанский сельский округ) — адміністративна одиниця у складі Мангистауського району Мангистауської області Казахстану. Адміністративний центр — село Тущибек.
Населення — 352 особи (2021; 361 у 2009, 648 у 1999, 391 у 1989).
Станом на 1989 рік існувала Куйбишевська сільська рада (села Куйбишево, Тушибек). 1993 року утворено Куйбишевський сільський округ (села 15-Бекет, Жингилди, Тущибек). 2007 року села 15-Бекет та Тущибек утворили окремий Отпанський сільський округ.

## Склад
До складу округу входять такі населені пункти:
| Населений пункт | Колишні назви | Населення, осіб (1989) | Населення, осіб (1999) | Населення, осіб (2009) | Населення, осіб (2021) |
| --------------- | ------------- | ---------------------- | ---------------------- | ---------------------- | ---------------------- |
| 15 бекет, село  | 15-Бекет      | -                      | 390                    | 103                    | 54                     |
| Тущибек, село   | Тушибек       | 391                    | 258                    | 258                    | 298                    |